# Guerra Civil Libanesa
A Guerra Civil do Líbano foi um conflito no Líbano entre 1975 e 1990. A guerra multifacetada teve seus antecedentes delineados nos conflitos políticos e compromissos firmados após o fim da administração otomana na região.
O conflito agravou-se por causa do envolvimento de Israel, EUA e alguns outros países árabes, e também com as mudanças na composição demográfica libanesa, com afluxo de refugiados palestinos entre 1948 e 1982. Depois de um breve intervalo nos combates em 1976, devido a uma mediação da Liga Árabe - e, consequentemente, uma intervenção militar síria -, persistiam conflitos entre palestinos e libaneses, com a luta focada principalmente no sul do Líbano, ocupado inicialmente pela OLP, e depois por Israel.
A guerra teve quatro etapas principais: de 1975 a 1977, com enfrentamentos e massacres entre as comunidades religiosas, e uma intervenção síria por petição do Parlamento Libanês; entre 1977 e 1982, caracterizada por uma intervenção israelense no sul do país mediante a Operação Litani; de 1982 a 1984, com a invasão de Israel, a tomada de Beirute e a posterior intervenção das Nações Unidas; e entre 1984 e 1990. Com os Acordos de Taif, firmados na Arábia Saudita, criaram-se as condições para o final definitivo em 1990.
Durante os combates, as alianças mudavam repentinamente. Até o final da guerra, quase todos os partidos tinham se aliado e, posteriormente, traído os outros partidos pelo menos uma vez. A década de oitenta foi particularmente sombria: a maior parte de Beirute foi deixada em ruínas, como resultado do massacre de Karantina, realizado por milícias cristãs libanesas em 1976, dos bombardeios do exército sírio aos bairros cristãos em 1978 e 1981 e, por fim, da invasão israelense, que expulsou a OLP do território libanês, em 1982.
Uma série de atrocidades e atos terroristas foram cometidos pelas Falanges libanesas, por Israel e pelos grupos palestinos envolvidos no conflito - entre as quais, o massacre de Damour onde palestinos mataram de 25 a 600 (de acordo com diferentes fontes) habitantes cristãos da cidade ao sul de Beirute, e o massacre de Sabra e Shatila, quando as falanges cristãs maronitas massacraram cerca de 3 mil civis palestinos e refugiados durante três dias. A guerra se deteriorou ainda mais em carnificina sectária.
Com a invasão do Kwait pelo Iraque em 1990, as tensões se reduziram até o final definitivo no início da década de 1990. Forças de Israel continuaram presentes no sul do Líbano, no que os oficiais israelenses chamavam de "zona de segurança" (uma área-tampão supostamente para impedir ataques sobre o norte israelense), até a retirada em 2000. Já a Síria, que controlava na prática o resto do território libanês, não retirou suas tropas até 2005, quando foi obrigada a abandonar o país após a pressão conjunta criada por manifestações populares libanesas e intervenção diplomática dos Estados Unidos, da França e das Nações Unidas, como conseqüências do assassinato de Rafik Hariri.

## Antecedentes

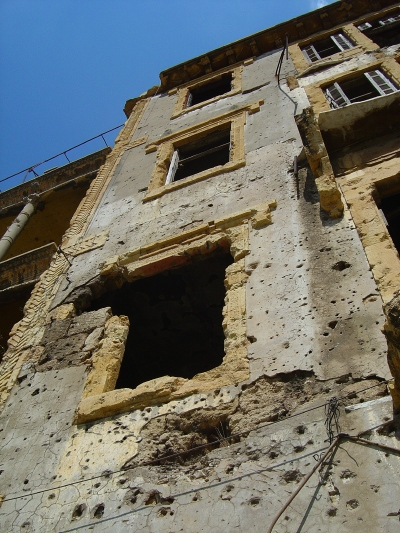
Retrato de um edifício em Beirute, em 2004, devastado pela guerra civil libanesa. O edifício permaneceu sem reparos ao menos até aquela data.

O afluxo de refugiados palestinos entre 1948 e 1970, a reafirmação do nacionalismo árabe patrocinada por Gamal Abdel Nasser nas décadas de 1950 e 1960, a fundação da OLP em 1965, a expulsão de todos movimentos armados de resistência palestina na Síria, Jordânia e Egito, e a opção do nacionalismo palestino pela luta armada, abalariam política e demograficamente o delicado equilíbrio entre as comunidades libanesas. Após sua sangrenta expulsão da Jordânia, comandada pelo rei Hussein, naquilo que ficaria conhecido como o "Setembro Negro", em 1970, a OLP e em todos os seus movimentos afiliados mudaram-se para Beirute e o sul do Líbano. Lá, eles prometiam continuar a luta pela libertação da Palestina, em violação dos acordos firmados com autoridades libanesas que visavam regulamentar as atividades das organizações palestinas no país. A comunidade muçulmana no Líbano viu nos movimentos palestinos (em sua grande maioria sunita) uma oportunidade para renegar o Pacto Nacional de 1943, através da utilização dos próprios palestinos como arma política para pressionar os seus concidadãos cristãos na revogação desse acordo não-escrito, que estabeleceu a divisão de poder entre as três maiores comunidades, com os cargos de presidente para os cristãos maronitas, de primeiro-ministro para os sunitas e o de presidente do Parlamento para os xiitas. Estas e outras garantias constitucionais levariam ao aumento do fervor dos muçulmanos, inspirados pelo ressurgimento do pan-arabismo e pelos grupos de esquerda secular que atuavam a mando do bloco comunista soviético na década de 1960, conduzindo-os a se juntarem às forças da Frente de Partidos Progressistas e às Forças Nacionais em 1969.
Os muçulmanos da coligação oposicionista de esquerda (mais tarde, Movimento Nacional Libanês) pediu a realização de um novo recenseamento (o último havia sido realizado em 1932) e a subsequente elaboração de uma nova estrutura governamental que refletisse as mudanças ocorridas no próprio equilíbrio populacional. A comunidade cristã (especialmente maronita) viu isso como um ataque contra as bases do Estado do Líbano e um desrespeito ao Pacto Nacional.

### Formação de milícias
Com ambos os lados incapazes de resolver os seus conflitos de interesses, começou-se a formar milícias para proteção de suas comunidades. Estas milícias cresceram tanto que se chegou um momento em que estes grupos eram mais numerosos que o exército convencional e, consequentemente, rapidamente minava-se a autoridade do governo central. A capacidade do governo para manter a ordem também foi limitada pela natureza do exército libanês, um dos menores no Médio Oriente e também composto a partir da proporção fixa de religiões baseada no censo demográfico de 1932. Como seus membros contaminados pelo sectarismo das milícias, o exército libanês acabaria por se revelar incapaz de conter os grupos militantes, de deter a OLP e de monitorar infiltrações externas. Uma vez que os cristãos dominavam o governo e os principais postos militares, a confiança dos muçulmanos nas instituições centrais, incluindo o exército, estava em baixa. A desintegração do exército libanês teve início com a deserção de muçulmanos que declararam não seguir mais as ordens de generais maronitas.
Durante toda a guerra civil, a maior parte ou todas as milícias cometeram violações aos direitos humanos, bem como o caráter sectário de algumas batalhas fizeram dos civis um alvo frequente de ataques. À medida que a guerra arrastava, as milícias se assemelhavam cada vez mais a organizações mafiosas, composta por vários comandantes, e que faziam do crime sua principal atividade, ao invés da luta. O financiamento para o esforço de guerra era obtido em uma ou todas as três seguintes maneiras:
- Apoio externo - Geralmente, a partir de rivais dos governos árabes, do Irã ou de Israel, ou ainda de potências externas como os Estados Unidos e a União Soviética, que furavam embargos. As alianças que mudavam com frequência;
- Rapinando a população - extorsões e roubos eram atividades comuns. Durante um cessar-fogo, a maior parte das milícias operavam em suas áreas de influência como organizações mafiosas;
- Contrabando - Durante a guerra civil, o Líbano se transformou em um dos maiores produtores mundiais de narcóticos, em grande parte com a produção de haxixe no vale do Bekaa. Mas muito mais foi contrabandeado, como armas e suprimentos, todo o tipo de bens roubados, além da manutenção do comércio regular - com ou sem guerra, o Líbano não renunciava ao seu papel de intermediário entre o Ocidente e Oriente. Muitas batalhas ocorreram ao longo dos portos libaneses, de onde os contrabandistas tinham acesso a rotas marítimas.

### Principais milícias
A maioria das milícias alegavam que não eram forças sectárias, mas de fato elas recrutavam principalmente a partir da sua comunidade ou da região de suas lideranças.

#### Milícias cristãs
As milícias cristãs adquiriram armas tanto junto a Romênia e Bulgária (países que integravam o antigo bloco comunista soviético) como também a Alemanha Ocidental, Bélgica e Israel, e recebiam apoio expressivo da grande maioria da população cristã radicada no norte do país. Em geral, eram grupos de tendência política de direita. Todas as principais milícias cristãs eram dominadas pelos maronitas, enquanto outras seitas cristãs desempenhavam um papel secundário.
A mais poderosa destas milícias foi a Kataeb, ou Falange, sob a liderança de Bachir Gemayel. As Falanges passaram a ajudar as forças oficiais libanesas em 1977 e sob liderança de Samir Geagea em 1986. Uma facção menor cristã foi a nacionalista Guardiões do Cedros. Essa milícia rapidamente se estabeleceu em Beirute Oriental, dominada pelos cristãos e também local de muitos edifícios governamentais. No norte, as Brigadas Marada serviram como a milícia privada das famílias Franjieh e Zgharta.

#### Milícias xiitas
Os xiitas entraram nos combates civis de maneira lenta. Inicialmente, muitos xiitas reuniam-se no movimento palestino e no Partido Comunista libanês, mas, após o Setembro Negro de 1970, houve um súbito afluxo de palestinos armados para áreas xiitas. O movimento palestino rapidamente perdeu sua influência sobre os xiitas, como facções radicais dominadas pelas armas em grande parte das áreas xiitas inabitadas no sul do Líbano, onde passaram a se concentrar grande quantidade de refugiados palestinos e a cúpula da OLP demonstrou má vontade ou incapacidade em controlá-los.
Apesar de haver certa indisposição com o tradicionalismo da comunidade xiita, os radicais palestinos seculares simultaneamente tinham apresentado um modelo político revolucionário que atraía os jovens mais pobres e a mais oprimida comunidade do Líbano. Depois de muitos anos sem suas próprias organizações políticas independentes, eis que surgiu o Movimento xiita Amal nos anos 1974-75. Com sua ideologia islâmica moderada, o Amal imediatamente atraiu as classes baixas urbanas e suas fileiras cresceram rapidamente. Posteriormente, no início dos anos oitenta, houve uma cisão no grupo com a saída de sua facção mais linha dura, que se juntou aos grupos xiitas que lutavam contra Israel para formar a guerrilha Hezbollah, que atualmente permanece como a mais poderosa milícia do Líbano.
Seguidores de uma seita do islamismo xiita, os libaneses alauítas eram representados pela milícia dos Cavaleiros Vermelhos do Partido Democrata Árabe - agrupamento partidário pró-síria já que os alauítas dominavam politicamente a Síria. Essa milícia atuou principalmente no norte do Líbano em torno de Trípoli.

#### Milícias sunitas
Algumas facções sunitas receberam apoio da Líbia e do Iraque e entre as inúmeras pequenas milícias existentes, a mais proeminente foi o Movimento Tawhid, com bandeiras nacionalista, pan-arabista, nasserista e islâmica.
A principal organização sunita foi o Movimento al-Murabitun. Para compensar a fraqueza no campo de batalha, as lideranças sunitas apoiaram na guerra desde cedo a OLP de Yasser Arafat - dominada por palestinos sunitas, embora também tivesse uma minoria cristã (principalmente grego-ortodoxa).

#### Drusos
O pequeno grupo étnico druso, estrategicamente encontrado na região do Chuf, não tinha aliados naturais e foi obrigado a construir alianças. Sob a liderança da família Jumblatt, primeiro com Kamal Jumblatt (líder do Movimento Nacional Libanês) e, depois, com seu filho Walid, o Partido Socialista Progressista (PSP) serviu como uma eficaz milícia drusa, construindo excelentes laços sobretudo com a União Soviética, com Israel após a sua invasão ao Líbano e com a Síria após a retirada israelense para o sul do país.

#### Grupos não-religiosos
Embora várias milícias libanesas se considerassem seculares, a maioria delas era mais um veículo de interesses sectários. Ainda assim, existiam alguns grupos não-religiosos de fato, sobretudo, mas não exclusivamente, de esquerda e/ou pan-arabistas de direita.
Exemplos disto foram o Partido Comunista libanês (PCL) e, os mais radicais e independentes, Organização para Ação Comunista (OAC). Outro exemplo importante foi o Partido Social Nacionalista Sírio (PNSS) que promoveu o conceito da Grande Síria, em contraste com o pan-arabismo e com o nacionalismo libanês. O PNSS era geralmente alinhado com o governo sírio.
Duas facções rivais do Partido Baath estavam também envolvidas nas fases iniciais da guerra: uma nacionalista, pró-iraquiana, liderada por Abdul-Majeed Al-Rafei (sunita) e Nicola Y. Firzli (cristão-ortodoxo grego), e uma marxista, "pró-síria", dirigida por Assem Qanso (xiita).

#### Palestinos
O movimento de libertação palestino transferiu a maior parte de sua luta para o Líbano no final de 1970, depois da expulsão da Jordânia, no caso conhecido como Setembro Negro. Principal movimento palestino, a Organização de Libertação da Palestina (OLP) era, sem dúvida, a mais forte milícia palestina no Líbano, mas com uma confederação de agrupamentos, seu líder Yasser Arafat revelou-se incapaz de controlar a facções rivais internas. Este enfraquecimento tanto na força operacional quanto na simpatia dos libaneses com a OLP, cuja imagem dentro do Líbano era de uma organização cada vez mais dominada por facções radicais cuja "ordem revolucionária comunista" revelava-se nada mais que a proteção de mafiosos. No final, a OLP era mantida unida mais pelos interesses compartilhados e das tentativas contínuas de Arafat de mediação intraorganizacional do que por qualquer estrutura organizacional coerente.
A principal corrente da OLP era o Fatah, do próprio Arafat, guerrilha de doutrina socialista. Entre os mais importantes grupos combatentes palestinos estavam a Frente Popular para a Libertação da Palestina (FPLP), e sua dissidente, a Frente Democrática para a Libertação da Palestina (FDLP). Como protagonistas menores, estavam a Frente de Libertação da Palestina (PLF) e uma outra dissidência, esta pró-síria, da FPLP, a Frente Popular para a Libertação da Palestina - Comando Geral (FPLP-CG). Para complicar, os rivais partidos baathistas da Síria e do Iraque criaram organizações fantoche dentro da OLP. O Sa'iqa-como foi um sírio-milícia controlada, a par da Frente de Libertação Árabe sob comando iraquiano. O governo sírio podia também contar com as brigadas sírias do Exército de Libertação da Palestina (ELP), formalmente, mas que não funcionavam como um exército regular. Algumas unidades do ELP foram enviadas pelo Egito sob controle de Arafat, mas nunca desempenharam o mesmo papel dominante como a forte facção aramada pelos sírios. Uma controversa proposta (o Programa dos Dez Pontos) que teve como objetivo abrir caminho para uma solução para a causa palestina - com a criação de um Estado binacional secular e democrático - tinha sido desenvolvida por Yasser Arafat e o Fatah, no Conselho Nacional Palestiniano (PNC). Sob furiosas acusações de traição, uma grande parte das facções linha dura e antiIsrael da OLP simplesmente saíram da organização.
Em 1974, uma controversa proposta quase levou a ruptura da OLP. Conhecida como Programa dos Dez Pontos, essa proposta tinha sido desenvolvida por Yasser Arafat e o Fatah, no Conselho Nacional Palestiniano (PNC), e tinha como objetivo abrir caminho para uma solução para a causa palestina - com a criação de um Estado binacional secular e democrático. Sob furiosas acusações de traição, uma grande parte das facções linha dura e antiIsrael da OLP simplesmente saíram da organização. Com o apoio de iraquianos e, mais tarde, sírios e líbios, eles formaram a Frente Rejeicionista, apoiando os princípios de uma linha sem comprometimento para com Israel. Entre os desertores estavam a FPLP, a FPLP-CG, a FLP, o as-Sa'iqa, a FLA e de vários outros grupos, além de haver certo descontentamento dentro do próprio Fatah. Arafat administraria consequentemente as diferenças dentro da organização, mas isso voltaria a assombrá-lo durante toda a década de 1970 e início dos anos 1980, e a divisão efetivamente impediu sua unidade organizacional em momentos cruciais do envolvimento da OLP na Guerra Civil Libanesa.

### A OLP e o conflito libanês

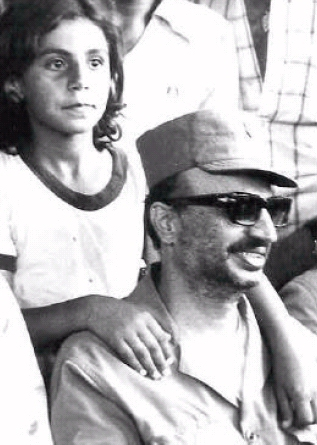
Arafat num campo de refugiados palestinos ao sul do Líbano, em 1978

Devido a grandes pressões políticas dos países árabes, que culminou na criação do Acordo do Cairo, idealizado pelo presidente egípcio Gamal Abdel Nasser em 1969, o Líbano foi obrigado a permitir que uma força externa (a OLP) conduzisse operações militares contra Israel a partir do interior do território libanês. Embora inicialmente relutasse muito em assinar, o governo libanês viu este acordo como sua última esperança de recuperar o controle do país, através do qual foi acordado que os ataques seriam realizados em coordenação com o exército libanês. À OLP, foi concedida total controle sobre os campos de refugiados, mas logo a maior parte do sul do Líbano caiu sobre seu efetivo controle, em violação ao acordo. Assim que seus combatentes fugiram da Jordânia após o Setembro Negro, com a destruição do aparato da OLP neste país, a presença da organização tornou-se opressora para muitos dos habitantes destas áreas. As facções radicais operavam como se fossem a lei, o que rapidamente gerou atritos com os aldeões conservadores xiitas. Da mesma maneira que a OLP tinha perdido seu bom acolhimento na Jordânia, o apoio dos muçulmanos aos palestinos começou a sofrer desgaste no Líbano.
Uma parte significativa da oposição de esquerda também começou a evoluir dentro do Fatah, como os combatentes veteranos radicais da Jordânia começaram a verter em suas fileiras, para preocupação de Yasser Arafat. Ainda assim, o líder da OLP iniciou a construção de um "Estado dentro do Estado" ao sul do Líbano, criando uma base segura para estabelecer um quartel-general entre o Vale do Bekaa e o oeste de Beirute. Gradualmente, as autoridades libanesas foram se tornando irrelevantes. Os severos ataques israelenses impostos ao que já era denominado "Fatahlândia" não levaram a população civil xiita e cristã a admirar a guerrilha palestina. No entanto, a OLP era saudada por sunitas - que viam o movimento palestino como um aliado natural (devido ao sectarismo libanês) - e drusos. Uma amizade pessoal se desenvolveu entre Arafat e líder druso Kamal Jumblatt, que não só liderou o PSP, mas que também havia criado o Movimento Nacional Libanês (MNL). Muitas organizações da Frente Rejeicionista aderiram diretamente ao esquerdismo do MNL, seguidas de fato por porções da esquerda do Fatah. Mas Arafat relutava em confiar nestes grupos palestinos no que ele considerava como um conflito intra-libanês, temendo que a guerra colocasse o movimento palestino num atoleiro dentro do Líbano e desnecessariamente afastasse potenciais aliados entre os cristãos e os seus aliados estrangeiros.

## Primeira fase do conflito, 1975-77

### Violência sectária e massacres civis
Durante toda primavera libanesa de 1975, confrontos sectários menores foram aumentando em direção a um conflito total, com o MNL lutando contra a Falange e um governo nacional cada vez mais fraco e oscilante entre a necessidade de manter a ordem e cuidar do seu círculo eleitoral. Na manhã de 13 de abril de 1975, pistoleiros não-identificados em um carro veloz dispararam contra uma igreja cristã em  Ayin-el-Remmaneh, um subúrbio a leste de Beirute, matando quatro pessoas, incluindo dois maronitas falangistas. Horas mais tarde, falangistas liderados por partidários da família Gemayel mataram 30 militantes palestinos que trafegavam em  Ayin-el-Remmaneh rumo ao campo de refugiados de Tel al-Zaatar, no episódio que ficou conhecido como o "Massacre do Ônibus".
Em 6 de dezembro de 1975, os assassinatos de quatro membros das Falanges levaram os líderes dos falangistas a desencadear uma furiosa reação que ficou conhecida como o "Sábado Negro". Os corpos de quatro falangistas foram encontrados em um carro abandonado próximo de uma propriedade à leste de Beirute. A reação foi imediata. As falanges criaram temporariamente barreiras em toda Beirute onde inspeccionavam os cartões de identificação de filiação religiosa dos que passavam. Muitos muçulmanos e palestinos que passaram através das barreiras foram mortos imediatamente. Adicionalmente, membros das falanges fizeram reféns e atacaram muçulmanos no leste de Beirute. Milícias pró-muçulmanos e palestinas retaliaram com força, aumentando o número de mortos para cerca de 200 a 600 - entre civis e milicianos. A partir daí, os combates entre as milícias se intensificaram.
Na perversa espiral de violência sectária, a população civil foi um alvo fácil. Em 18 de janeiro de 1976, cerca de mil pessoas foram mortas pelas forças cristãs no Massacre de Karantina, imediatamente seguido por uma retaliação comandada por milícias palestinas em Damour. Os habitantes que não conseguiram fugir para a aldeia foram abatidos a tiros ou mortos a facadas. Estes dois massacres levaram a um êxodo maciço de muçulmanos e cristãos. As pessoas aterrorizadas procuravam chegar às áreas sob o controle de seu grupo étnico ou religioso. A diversidade étnica e religiosa do formato das áreas residenciais da capital incentivou este processo. De leste a oeste, Beirute foi cada vez mais se transformando naquilo que foi, respectivamente, uma Beirute cristã e outra muçulmana. Além disso, o número de cristãos de esquerda alinhados com o MNL e de muçulmanos conservadores dentro do governo central caiu acentuadamente, revelando que a guerra se tornava um conflito absolutamente sectário. Outro efeito dos massacres foi o de trazer a Fatah de Yasser Arafat (e, portanto, a OLP) para o lado do MNL, pois o sentimento palestino era de total hostilidade às forças libanesas cristãs.

### Intervenção síria

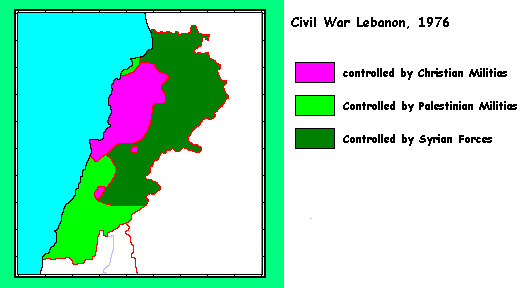
Um esboço aproximado das divisões sectárias no Líbano, com a predominância de cada facção nas principais regiões do país em 1976

Em junho de 1976, com combates ao longo de todo o país e os maronitas à beira da derrota, o presidente Suleiman Frangieh apelou para a intervenção da Síria no Líbano, alegando que o porto de Beirute seria fechado, mesmo considerando que os sírios tivessem recebido através dele uma grande parte dos seus bens. O governo da Síria respondeu com o término de sua associação prévia com os palestinos da Frente Rejecionista e começou a colaborar com o governo dominado pelos maronitas. Isto tecnicamente colocou do mesmo lado Síria e Israel, que já vinha auxiliando as forças maronitas com armas, tanques e conselheiros militares naquele ano. A Síria tinha seus próprios interesses políticos e territoriais no Líbano, fomentando células islâmicas como a Irmandade Muçulmana antiBaathista - onde cogitava uma possível via de ataque à Israel.
A pedido do presidente, tropas sírias entraram no Líbano, ocupando Trípoli e o Vale do Bekaa, facilmente removendo os milicianos palestinos e do MNL. Um cessar-fogo foi imposto, mas em última análise falhou em tentar parar o conflito, de forma que a Síria aumentou ainda mais a pressão. Com Damasco fornecendo armas, as forças cristãs conseguiram abriu caminho nas defesas do campo de refugiados de Tel al-Zaatar, no leste de Beirute, que há muito tempo estavam sob cerco. Desta invasão, resultou um novo massacre na cidade, que vitimou ao menos 2 000 palestinos e provocou fortes críticas à Síria no mundo árabe.
Em 19 de outubro de 1976, ocorreu a Batalha de Aishiya, quando uma força combinada da OLP e de uma milícia comunista atacou Aishiya, uma aldeia cristã isolada em uma zona maioritariamente muçulmana. O corpo de artilharia das Forças de Defesa de Israel disparou 24 bombas (66 quilogramas de TNT cada) de unidades de campo de artilharia 175 milímetros fabricadas nos Estados Unidos, repelindo a primeira tentativa dos guerrilheiros. No entanto, a OLP e os milicianos comunistas retornaram à noite, quando a baixa visibilidade fez a artilharia israelense muito menos eficaz. A população cristã da aldeia fugiu e só regressou em 1982.
Ainda naquele mês, a Síria aceitou uma proposta de uma cúpula da Liga Árabe em Riad, que deu um mandato para manter 40 mil tropas sírias no Líbano como a maior parte dentro das forças de dissuasão árabes (FDA) designadas a desenredar os combatentes e restabelecer calma. Outras nações árabes também compuseram parte do FDA, mas eles perderam interesse relativamente cedo, e a Síria foi novamente deixada com o controlo exclusivo das forças, tendo agora a FDA utilizada como um escudo diplomática contra críticas internacionais. Neste momento, a Guerra Civil foi oficialmente encerrada e uma calma inquietante assentou-se sobre Beirute e a maior parte do Líbano. No sul, contudo, o clima começou a se deteriorar como consequência do gradual regresso dos combatentes da OLP, que tinham sido obrigados a desocupar a região central libanesa sob os termos dos Acordos de Riad.

### Uma delicada calma

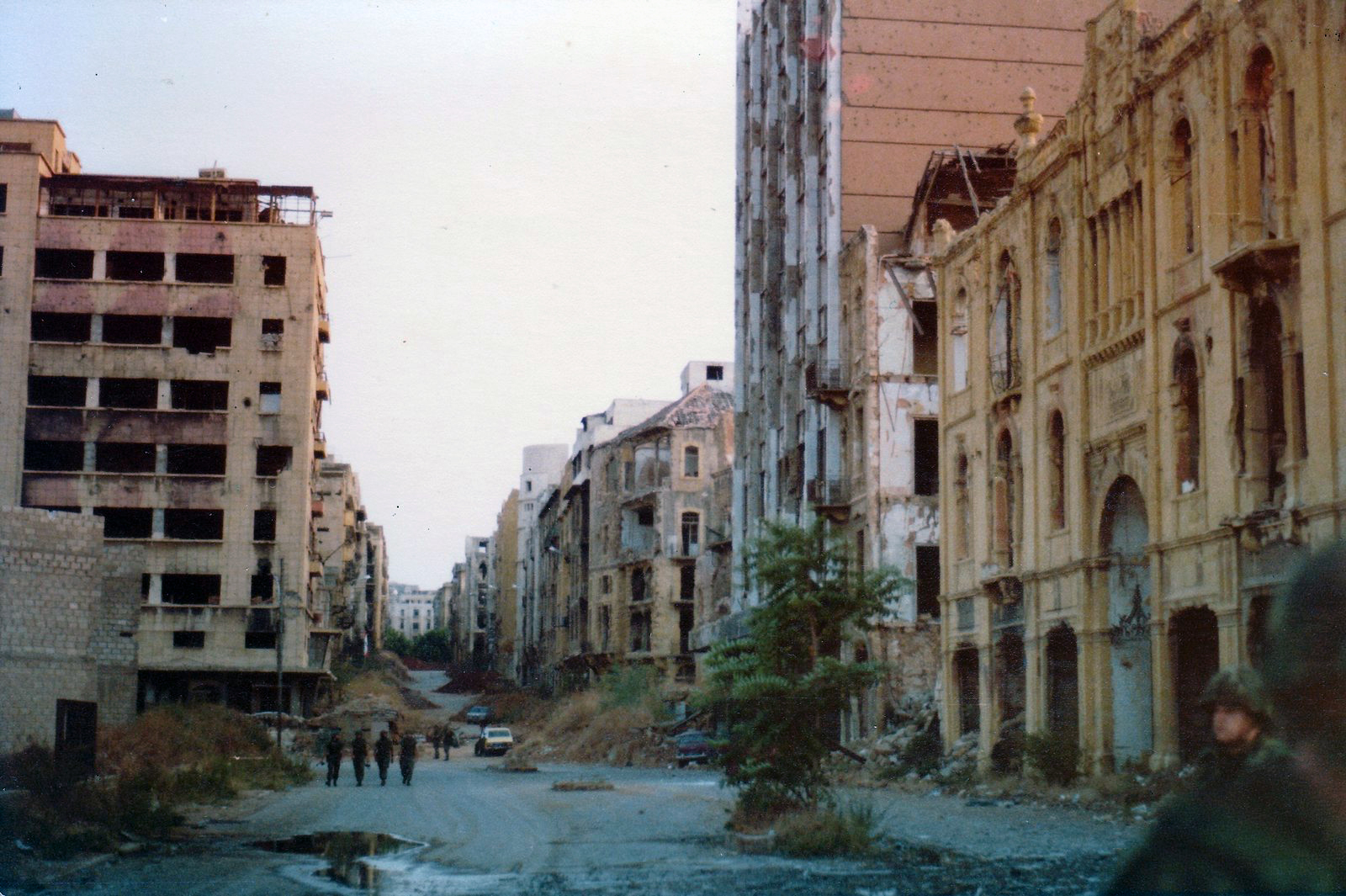
A "Linha Verde", Beirute, 1982

O Líbano era efetivamente uma nação dividida. O sul e a metade ocidental de Beirute tornaram-se bases para a OLP e para milícias muçulmanas, enquanto os cristãos controlavam o leste de Beirute e o Monte Líbano. Os sírios cuidavam do restante do país. A principal linha de confrontação na dividida Beirute ficou conhecida como a Linha Verde. Em Beirute Oriental, em 1977, líderes cristãos do Partido Nacional Liberal (PNL), do Partido Kataeb e do Partido da Renovação Libanesa ingressaram na Frente Libanesa, um grupo político para fazer frente ao Movimento Nacional Libanês. Suas respectivas milícias - os Tigres, as Falanges Libanesas e os Guardiões dos Cedros - formaram uma coalizão conhecida como Forças Libanesas, convertendo-se em uma ala militar da Frente Libanesa. Desde o início, o Kataeb e a Falange, sob a liderança de Bashir Gemayel, dominaram as FLs. Absorvendo ou destruindo completamente as milícias menores, ele tanto consolidou o controle das FLs como e o reforçou as forças cristãs.
Em março de 1977, Kamal Jumblatt, líder do Movimento Nacional Libanês foi assassinado, com amplas suspeitas de que tenha sido obra de agentes do governo sírio. Enquanto o papel de Jumblatt como líder do Partido Socialista Progressista, da facção drusa, foi surpreendentemente preenchido sem problemas pelo seu filho, Walid Jumblatt, o MNL se desintegrou após a sua morte. Apesar do pacto antigoverno, esquerdistas, xiitas, sunitas, palestinos e drusos continuavam juntos por mais algum tempo, até que seus interesses divergentes dilacerassem a unidade da oposição. Sentindo a oportunidade, Hafez al-Assad imediatamente procurou estabelecer mais discordâncias entre cristãos e muçulmanos, em um jogo de dividir para conquistar.

## Segunda fase do conflito, 1977-82

### Israel intervém no sul do Líbano

#### Operação Litani

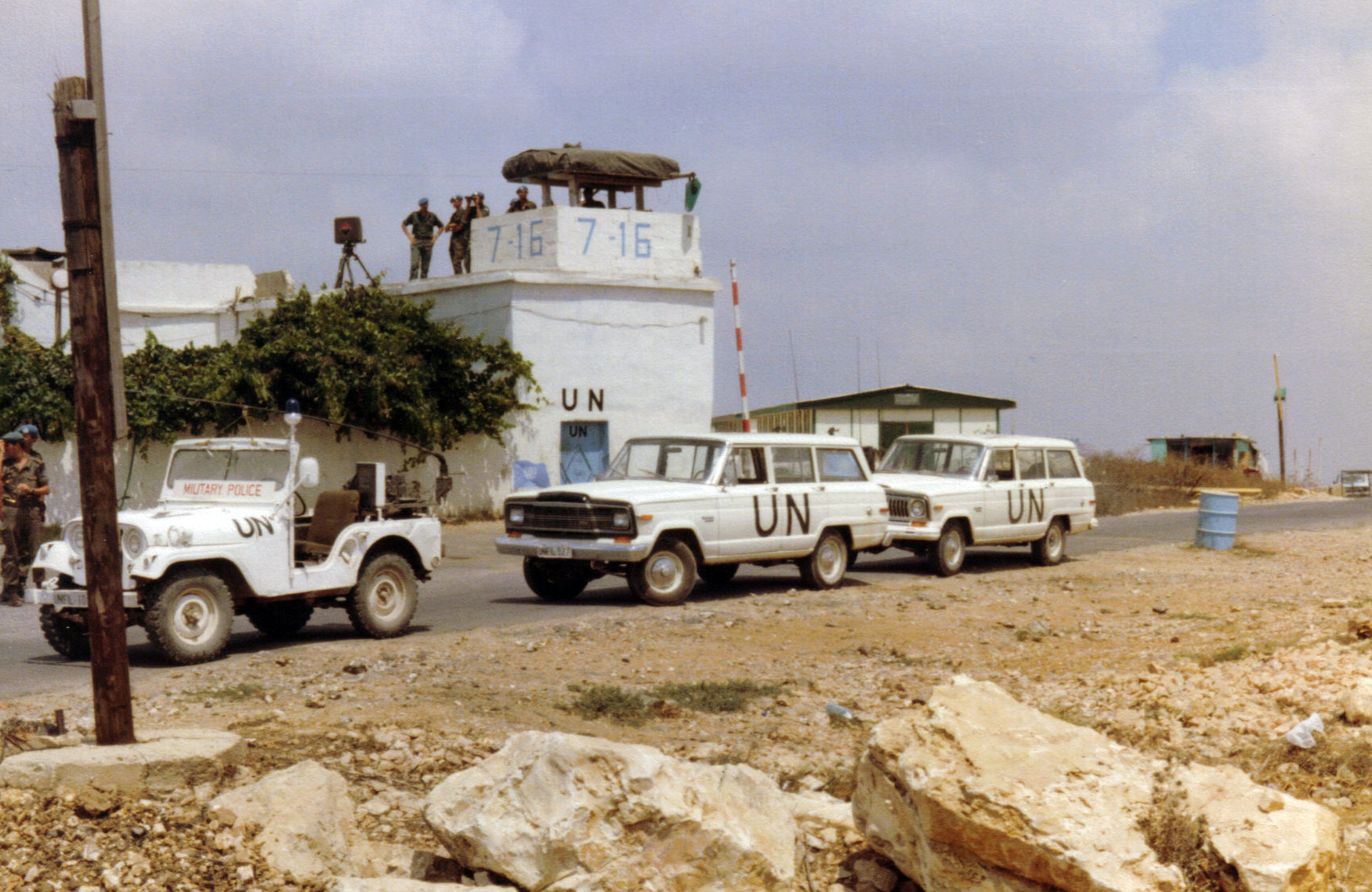
Base da UNIFIL, 1981.

De 1979 a 1983, os serviços secretos israelenses conduziram uma campanha em larga escala de ataques com carros-bomba que matou dezenas de palestinos e libaneses, principalmente civis. O general israelita David Agmon diz que o objectivo era "criar o caos entre palestinianos e sírios no Líbano, sem deixar uma pegada israelita, para lhes dar a impressão de que estavam constantemente sob ataque e incutir neles um sentimento de insegurança. "Ronen Bergman, colunista militar israelita, salienta que o principal objectivo era "pressionar a Organização de Libertação da Palestina a usar o terrorismo para fornecer a Israel a justificação para uma invasão do Líbano".
A onda de ataques de Organização para a Libertação da Palestina desde o sul do Líbano em direção à Israel, entre 1977 e 1978, levaram a uma escalada de tensões entre os dois países. Em 11 de Março de 1978, onze combatentes do Fatah desembarcaram em uma praia ao norte de Israel e sequestraram (em trânsito) dois ônibus cheios de passageiros na estrada Haifa - Tel-Aviv, atirando nos veículos de passagem. Ao todo, os rebeldes palestinos mataram 37 e feriram 76 israelenses antes de serem mortos em um confronto com as forças israelitas.
Como resposta, tropas de Israel invadiram o Líbano três dias depois, em 14 de março, naquilo que ficaria conhecida como Operação Litani - primeira ofensiva de grande envergadura efetuada por suas Forças de Defesa durante a guerra civil no país vizinho. O exército israelense ocupou a maior parte da área ao sul do rio Litani. O Conselho de Segurança da Organização das Nações Unidas, por meio da aprovação das Resoluções nº 425 e 426, pedia a imediata retirada das forças israelenses que ocupavam o território libanês e criava a Força Interina das Nações Unidas no Líbano (Unifil), que seria encarregada da manutenção da paz na região.

#### A zona de segurança
As forças israelenses retiraram-se da maior parte do território do Líbano ainda em 1978, mas mantiveram o controle do sul libanês, gerindo uma ampla "zona de segurança" de 12 milhas náuticas (19 km) ao longo da fronteira. Para manter estas posições, Israel estabeleceu o Exército do Sul do Líbano (ESL), uma milícia composta por cristãos e xiitas sob a liderança do major Saad Haddad. Além de armas e recursos, Israel forneceu ao ESL "conselheiros" para fortalecer e guiar a milícia aliada. O primeiro-ministro israelita Menachem Begin, do partido Likud, comparou a situação da minoria cristã no sul do Líbano (então cerca de 5% da população no território controlado pelo ESL) com a dos judeus em solo europeu durante a Segunda Guerra Mundial.
Sucederam-se violentos combates entre a OLP, Israel e o ESL. A organização palestina atacava posições dos milicianos aliados de Israel e disparava foguetes em direção ao norte israelense; as forças de Israel realizavam ataques aéreos contraposições da OLP no Líbano; os milicianos do ESL prosseguiam os seus esforços para consolidação o poder na região fronteiriça.

### Conflitos entre a Síria e as Falanges

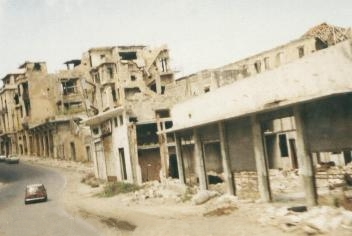
Beirute em Abril de 1978.

O Síria, entretanto, entrava em conflito com as Falanges Libanesas, uma milícia maronita liderada por Bachir Gemayel, cujas ações cada vez mais agressivas - tal como a sua tentativa, em abril de 1981, de capturar a estratégica cidade de Zalé, no centro da Líbano - tinham a intenção de frustrar o objetivo sírio de remover Gemayel e empossar Suleiman Frangieh como presidente. Consequentemente, os laços entre Israel e Bachir reforçaram-se consideravelmente. Em abril de 1981, por exemplo, durante combates em Zalé, Gemayel apelou à assistência israelense. O premiê israelita Begin respondeu em socorro ao líder maronita enviando caças que abateram dois helicópteros sírios. Isto levou à decisão do presidente sírio Assad de colocar mísseis terra-ar no contorno montanhoso de Zalé.

### Bombardeio israelense em Beirute
Em 17 de julho de 1981, aeronaves israelenses bombardearam edifícios em Beirute, onde ficavam escritórios de grupos associados à OLP. O representante libanês no Conselho de Segurança da ONU informou que 300 civis foram mortos e 800 feridos. O ataque aéreo levou à condenação internacional e a um embargo temporário dos Estados Unidos sobre a exportação de aviões de guerra para Israel.

### Planos para novos ataques
Em agosto, primeiro-ministro israelense Menachem Begin foi reeleito e, em setembro, o premiê e seu ministro da defesa Ariel Sharon começaram a estabelecer planos para uma segunda invasão ao Líbano com a finalidade de expulsar a OLP. A intenção de Sharon era a de "destruir a infraestrutura militar da OLP e, se possível, a própria liderança da organização; o que significava atacar Beirute Ocidental, onde foi localizado o quartel-general da OLP".
Sharon também desejava garantir a presidência de Bashir Gemayel. Em troca da ajuda israelense, Ariel Sharon esperava de Gemayel, uma vez instalado como presidente, a assinatura de um tratado de paz com Israel, presumivelmente estabilizando para sempre a fronteira norte de Israel. Begin levou o plano de Sharon antes do recesso do Knesset em dezembro de 1981; porém, depois de levantadas fortes objecções, o primeiro-ministro sentiu-se forçado a deixar o plano de lado. Mas Sharon não desistiu da questão. Em janeiro de 1982, o ministro da defesa reuniu-se com Bachir Gemayel em um navio israelense ao largo da costa do Líbano e discutiu um plano "que levaria forças israelitas até o norte à beira do Aeroporto Internacional Beirute". Em fevereiro, com a anuência de Begin, o chefe da inteligência militar israelense Yehoshua Seguy foi enviado a Washington para discutir a questão do Líbano com o secretário de Estado Alexander Haig. No encontro, Haig "sublinhou que não poderia haver uma grande investida militar sem uma clara provocação", ou seja, um casus belli que fosse aceito pelo mundo.

#### Enfrentamentos entre Israel e OLP
Até aquele momento, não havia ocorrido uma "clara provocação" no Líbano. Na realidade, durante todo o período de eficácia do acordo de cessar-fogo no país, entre agosto de 1981 e maio de 1982, houve apenas um ataque de um foguete da OLP lançado do território libanês, em maio. O ataque teria sido uma retaliação a um bombardeio israelense no dia 9 de maio às posições da OLP no Líbano, que teria sido uma retaliação por si só um ataque à bomba da OLP em um ônibus em Jerusalém. Este evento particular destacava um problema central a partir da perspectiva israelense: o cessar-fogo aplica-se apenas à fronteira com o Líbano, o que significa que ataques da OLP a partir de outras localidades, como a Jordânia e a Cisjordânia, poderiam continuar (e continuaram) ininterruptamente, ao mesmo tempo que uma resposta israelense dirigida contra a OLP no Líbano seria tecnicamente uma violação do cessar-fogo.
Yasser Arafat recusou a condenar os ataques ocorridos fora do Líbano, argumentando que o cessar-fogo só valia dentro do território libanês. A interpretação do líder palestino salientou o fato de que o acordo de cessar-fogo não era endereçado a resolução da violência em curso entre a OLP e Israel em outros palcos. Israel continuou assim a resistir aos ataques da OLP ao longo de todo o período de cessar-fogo. Ao mesmo tempo, os israelenses violaram os termos do cessar-fogo, cometendo "2125 violações do espaço aéreo libanês e 652 das águas territoriais libaneses" de agosto de 1981 a maio de 1982, incluindo o já mencionado ataque aéreo de 9 de maio e o bombardeio de 21 de abril à alvos da OLP no costa sul de Beirute.